# Berta Behrens
Berta Behrens, född 1850 och död 1912, var en tysk romanförfattarinna, skrev under pseudonymen W. Heimburg.
Behrens skrev en mängd romaner i E. Marlitts stil.

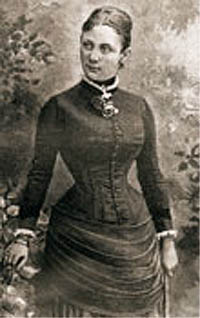
Berta Behrens